# Portrait of a Marriage
Portrait of a Marriage è una miniserie televisiva britannica che racconta la storia d'amore tra Vita Sackville-West e Violet Keppel, nonché la forza del duraturo matrimonio di Vita con il diplomatico Harold Nicolson. L'opera è basata sul romanzo biografico omonimo di Nigel Nicolson.
La serie è stata adattata da Penelope Mortimer, diretta da Stephen Whittaker e prodotta da Colin Tucker. È stata trasmessa per la prima volta su BBC Two, in quattro parti, nel 1990; mentre, una versione modificata in tre parti, fu trasmessa negli Stati Uniti su PBS nel 1992 (come parte del filone Masterpiece Theatre).

## Trama
Nel 1918 Sir Harold Nicolson e Vita Sackville-West erano una coppia perfetta. Lui era destinato a raggiungere i massimi livelli del corpo diplomatico inglese. Lei, famosa scrittrice e creativa giardiniera nella vita privata, era figlia di Lord e Lady Sackville. Dopo cinque anni di matrimonio, nei quali avevano dato la vita a due figli, Harold dice alla adorata moglie di avere interessi omosessuali e di non saper resistere davanti al fascino di un bell’uomo. Poco dopo, Violet Keppel Trefusis, amica d’infanzia di Vita le dice di essere da sempre innamorata di lei. Le due donne si ritrovano così immerse in una storia sessuale e sentimentale. Pensano di fuggire lontano dai rispettivi mariti e famiglie per andare a vivere insieme a Parigi.

## Cast
- Vita Sackville-West, interpretata da Janet McTeer
- Violet Trefusis, interpretata da Cathryn Harrison
- Giovane Violet, interpretata da Hannah Cresswell
- Giovane Vita, interpretata da Nicola Hammett
- Harold Nicolson, interpretato da David Haig
- Lady Sackville, interpretata da Diana Fairfax
- Denys Trefusis, interpretato da Peter Birch
- Lady Carnock, interpretata da Kathleen Byron

## Produzione
Nigel Nicolson, figlio di Vita e Harold, originariamente vendette i diritti del suo libro a Patricia Hodge, che lo offrì alla BBC. Matt Wolf, scrivendo sul New York Times, descrisse Nicolson come "tra i critici più severi" della produzione. Nicolson ha detto che "c'era troppo sesso" e se qualcuno rispondeva che era contenuto nel romanzo la risposta era "che c'è una differenza tra le parole scritte e l'immagine visiva. Il sesso potrebbe essere suggerito in modo molto più delicato; potrebbe essere fatto da un gesto o da un aspetto, non necessariamente dalle prestazioni".
Anche Whittaker e McTeer hanno parlato con Wolf. Whittaker trovò la storia "abbastanza notevole" e disse dei sudditi: "Stavano cercando davvero di dare un senso alla propria vita, di venire a patti ed esplorare se stessi in modi molto dolorosi e gioiosi e di essere tutt'uno con se stessi". McTeer disse: "[Vita] non andava bene in nessun posto, non era nel set di Bloomsbury, non era affatto una bohémien, non apparteneva all'aristocrazia, era un'eccentrica e le persone eccentriche sono sempre interessanti."

## Critica
John J. O'Connor, scrivendo per il New York Times, ha elogiato le performance di McTeer, Harrison e Haig, e ha detto: "Nonostante offra molto da ammirare, Portrait of a Marriage alla fine si presenta dolorosamente magro". Nel Los Angeles Times, Howard Rosenberg ha anche elogiato le rappresentazioni, descrivendole come "di prim'ordine", ma ha affermato che "l'adattamento di Penelope Mortimer è privo di gioia, non dandoci nulla che possa piacere o che ci interessi". Tony Scott in Variety ha concluso la sua recensione lodando la produzione del dramma, tra cui costume, design, riprese, montaggio e musica, e dicendo: "Visivamente e drammaticamente il matrimonio è terrificante". Tutti e tre i critici hanno condannato i tagli fatti alla miniserie per il pubblico americano.

## Riconoscimenti
- British Academy Television Awards (1991)
  - Vinti
    - Mirglior design per i costumi (Dinah Collin)
    - Mirglior design (Stuart Walker)
    - Mirglior editor (Dick Allen)

  - Nomination
    - Miglior trucco (Lisa Westcott).
- Festival televisivo Banff (1991)
  - Gran Premio.[5]